# 奧斯海勒茲市鎮
奧斯海勒茲市鎮（丹麥語：Odsherred Kommune）是丹麥的一個市鎮，位於西蘭島西北部同名的半島上，其中西臨賽厄島灣，東臨伊瑟灣。屬西蘭大區。面積355.3平方公里，2009年人口33,159人。行政中心为霍伊比。
2007年1月1日由三個市鎮合併而成。